# Armando Businco
Armando Businco (Jerzu, 11 giugno 1886 – Cagliari, 4 settembre 1967) è stato un medico italiano.

## Biografia

### Formazione
Nel 1912 Armando Businco ottenne la laurea in Medicina e Chirurgia all'Università degli Studi di Cagliari, focalizzandosi sullo studio dell'anatomia patologica.
In seguito alla sua specializzazione ottenne diversi incarichi: nel 1913 divenne assistente presso l'istituto di patologia generale dell'università cagliaritana per passare poi, dal 1914 al 1925 all'istituto di anatomia patologica.
Dopo aver ricevuto il libero insegnamento, nel 1922, Businco lavorò presso varie università italiane: nel 1925 gli vennero assegnati alcuni posti d'insegnamento presso l'Università di Perugia (anatomia patologica presso la facoltà di medicina e, contemporaneamente, patologica degli animali presso la facoltà di veterinaria), per poi venire nominato, in seguito alla vittoria di un concorso svoltosi nel 1927, professore straordinario per la cattedra di anatomia patologica della stessa università perugina.
L'anno seguente tornò a Cagliari come professore ordinario di anatomia patologica, dove rimase fino al 1932, anno in cui si trasferì a Palermo. Tornò ancora a Cagliari dal 1935 al 1938 per poi stabilirsi, sempre con la stessa cattedra, a Bologna, dove rimase fino al 1956.  Durante quest'ultimo periodo, dal 1946 al 1948, divenne anche preside della facoltà bolognese di medicina e chirurgia e dallo stesso anno, fino al 1957, fu direttore della scuola di specializzazione in stomatologia. Il tutto dopo essere scarcerato da un arresto relativo al 1944 per anti-fascismo.
Massone, fu Maestro Venerabile della loggia Karales di Cagliari, fondata nel 1912.

### Ricerca
Armando Businco fu un abile ricercatore, autore di 139 pubblicazioni di ambito scientifico, focalizzando le proprie ricerche sull'echinococcosi, sull'arteriosclerosi e sulla splenomegalia malarica.
Compì diversi interessanti studi: nel 1921 ne condusse uno sugli effetti negativi che alcuni gas improntano sui viventi, partendo dall'utilizzo che ne era stato fatto durante la prima guerra mondiale, dove aveva combattuto come volontario, terminata pochi anni prima. Dal 1929 condusse invece rilevanti studi sul sistema reticolo-endoteliale che presero forma nel 1933 in una dimostrazione che avrebbe trovato successivamente conferma mediante la microscopia elettronica; ossia che la parete alveolare sia rivestita da uno strato cellulare, considerato di natura epiteliale, dotato di elementi provvisti di capacità fagocitaria e granulopessica. Successivamente, nel 1941, applicò queste ricerca in un importante studio sulla funzione del sistema precedentemente esaminato all'interno della malaria per poi valutare, nel 1949, le possibili neoplasie del sistema stesso.
Un'altra importante ricerca condotta dal Businco fu quella portata avanti nel 1940 al caso di malattia di Basedow-Graves di una donna portatrice di colesteatoma ponto-cerebellare e ipotalamico: i suoi accurati studi sull'argomento gli consentirono di ipotizzare la correlazione del morbo ad alterazioni primitive dei nuclei. Ipotesi oggi ammessa, anche se entro certi limiti, dalla moderna endocrinologia.

## Riconoscimenti
Fu nominato accademico benedettino dell'Istituto di Bologna ed in seguito professore emerito dall'Università degli Studi di Bologna.
Ad Armando Businco è inoltre dedicato l'omonimo ospedale oncologico di Cagliari, in onore delle sue ricerche nel campo delle patologie neoplastiche, l'omonimo liceo scientifico della sua città natale Jerzu e due vie; una a Cagliari ed una a Jerzu.